# A Monk – A flúgos nyomozó epizódjainak listája
Az itt található lista a Monk – A flúgos nyomozó című televíziós sorozat epizódjait sorolja fel.

## Évados áttekintés
| Évad | Évad | Részek száma | Részek száma | Eredeti sugárzás   | Eredeti sugárzás  | Eredeti adó |
| Évad | Évad | Részek száma | Részek száma | Évadbemutató       | Évadzáró          | Eredeti adó |
| ---- | ---- | ------------ | ------------ | ------------------ | ----------------- | ----------- |
|      | 1.   | 13           | 13           | 2002. július 12.   | 2002. október 18. | USA Network |
|      | 2.   | 16           | 16           | 2003. június 20.   | 2004. március 5.  | USA Network |
|      | 3.   | 16           | 16           | 2004. június 18.   | 2005. március 4.  | USA Network |
|      | 4.   | 16           | 16           | 2005. július 8.    | 2006. március 17. | USA Network |
|      | 5.   | 16           | 16           | 2006. július 7.    | 2007. március 2.  | USA Network |
|      | 6.   | 16           | 16           | 2007. július 13.   | 2008. február 22. | USA Network |
|      | 7.   | 16           | 16           | 2008. július 18.   | 2009. február 20. | USA Network |
|      | 8.   | 16           | 16           | 2009. augusztus 7. | 2009. december 4. | USA Network |

## Epizódok

### 1. évad (2002)
| Sor. | Év. | Cím                                                                              | Rendező       | Író                              | Premier                           | Nézettség   |
| ---- | --- | -------------------------------------------------------------------------------- | ------------- | -------------------------------- | --------------------------------- | ----------- |
| 1.   | 1.  | Mr. Monk és a polgármesterjelölt (1. rész) (Mr. Monk and the Candidate (Part 1)) | Dean Parisot  | Andy Breckman                    | 2002. július 12. 2005. július 28. | 4,76 millió |
| 2.   | 2.  | Mr. Monk és a polgármesterjelölt (2. rész) (Mr. Monk and the Candidate (Part 2)) | Dean Parisot  | Andy Breckman                    | 2002. július 12.                  | 4,76 millió |
| 3.   | 3.  | Mr. Monk és a látnok (Mr. Monk and the Psychic)                                  | Kevin Inch    | John Romano                      | 2002. július 19.                  | 4,06 millió |
| 4.   | 4.  | Mr. Monk és Dale, a bálna (Mr. Monk Meets Dale the Whale)                        | Rob Thompson  | Andy Breckman                    | 2002. július 26.                  | 4,87 millió |
| 5.   | 5.  | Mr. Monk és a vidámpark (Mr. Monk Goes to the Carnival)                          | Randall Zisk  | Siobhan Byrne                    | 2002. augusztus 2.                | 4,91 millió |
| 6.   | 6.  | Mr. Monk és az elmegyógyintézet (Mr. Monk Goes to the Asylum)                    | Nick Marck    | Tom Scharpling és David Breckman | 2002. augusztus 9.                | 4,48 millió |
| 7.   | 7.  | Mr. Monk és a milliárdos útonálló (Mr. Monk and the Billionaire Mugger)          | Stephen Cragg | Timothy J. Lea                   | 2002. augusztus 16.               | 4,46 millió |
| 8.   | 8.  | Mr. Monk és a másik nő (Mr. Monk and the Other Woman)                            | Adam Arkin    | David M. Stern                   | 2002. augusztus 23.               | 2,55 millió |
| 9.   | 9.  | Mr. Monk és a maratoni futó (Mr. Monk and the Marathon Man)                      | Adam Davidson | Mitch Markowitz                  | 2002. szeptember 13.              | 4,86 millió |
| 10.  | 10. | Mr. Monk vakáción (Mr. Monk Takes a Vacation)                                    | Kevin Inch    | Hy Conrad                        | 2002. szeptember 20.              | 2,68 millió |
| 11.  | 11. | Mr. Monk és a földrengés (Mr. Monk and the Earthquake)                           | Adam Shankman | Tom Scharpling és David Breckman | 2002. október 4.                  | 2,01 millió |
| 12.  | 12. | Mr. Monk és a rőt hajú idegen (Mr. Monk and the Red-Headed Stranger)             | Milan Cheylov | Andy Breckman és Tom Scharpling  | 2002. október 11.                 | 2,53 millió |
| 13.  | 13. | Mr. Monk és a repülőgép (Mr. Monk and the Airplane)                              | Rob Thompson  | David M. Stern                   | 2002. október 18.                 | 4,25 millió |

### 2. évad (2003–2004)
| Sor. | Év. | Cím                                                                          | Rendező           | Író                                      | Premier             | Nézettség   |
| ---- | --- | ---------------------------------------------------------------------------- | ----------------- | ---------------------------------------- | ------------------- | ----------- |
| 14.  | 1.  | Mr. Monk újra az iskolában (Mr. Monk Goes Back to School)                    | Randall Zisk      | David Breckman és Rick Kronberg          | 2003. június 20.    | 5,43 millió |
| 15.  | 2.  | Mr. Monk Mexikóba utazik (Mr. Monk Goes to Mexico)                           | Ron Underwood     | Lee Goldberg és William Rabkin           | 2003. június 27.    | 4,03 millió |
| 16.  | 3.  | Mr. Monk baseballmeccsre megy (Mr. Monk Goes to the Ballgame)                | Michael Spiller   | Hy Conrad                                | 2003. július 11.    | 3,64 millió |
| 17.  | 4.  | Mr. Monk cirkuszba megy (Mr. Monk Goes to the Circus)                        | Randall Zisk      | James Krieg                              | 2003. július 18.    | 4,07 millió |
| 18.  | 5.  | Mr. Monk és a nagyon-nagyon öreg ember (Mr. Monk and the Very, Very Old Man) | Lawrence Trilling | Daniel Dratch                            | 2003. július 25.    | 3,65 millió |
| 19.  | 6.  | Mr. Monk színházba megy (Mr. Monk Goes to the Theater)                       | Ron Underwood     | Wendy Mass, Stu Levine és Tom Scharpling | 2003. augusztus 1.  | 4,70 millió |
| 20.  | 7.  | Mr. Monk és az alvó gyanúsított (Mr. Monk and the Sleeping Suspect)          | Karl Schaefer     | Jerry Levine                             | 2003. augusztus 8.  | 4,52 millió |
| 21.  | 8.  | Mr. Monk és a playboy (Mr. Monk Meets the Playboy)                           | Tom DiCillo       | James Krieg                              | 2003. augusztus 15. | 2,79 millió |
| 22.  | 9.  | Mr. Monk és a 12. ember (Mr. Monk and the 12th Man)                          | Michael Zinberg   | Michael Angeli                           | 2003. augusztus 22. | 4,36 millió |
| 23.  | 10. | Mr. Monk és az újságkihordó (Mr. Monk and the Paperboy)                      | Michael Fresco    | David Breckman és Hy Conrad              | 2004. január 16.    | 5,95 millió |
| 24.  | 11. | Mr. Monk és a három pite (Mr. Monk and the Three Pies)                       | Randall Zisk      | Tom Scharpling és Daniel Dratch          | 2004. január 23.    | 4,94 millió |
| 25.  | 12. | Mr. Monk és a tévésztár (Mr. Monk and the TV Star)                           | Randall Zisk      | Tom Scharpling                           | 2004. január 30.    | 6,27 millió |
| 26.  | 13. | Mr. Monk és az eltűnt nagyi (Mr. Monk and the Missing Granny)                | Tony Bill         | Joe Toplyn                               | 2004. február 6.    | 5,52 millió |
| 27.  | 14. | Mr. Monk és a százados felesége (Mr. Monk and the Captain's Wife)            | Jerry Levine      | Andy Breckman és Beth Landou             | 2004. február 13.   | 5,60 millió |
| 28.  | 15. | Mr. Monk megházasodik (Mr. Monk Gets Married)                                | Craig Zisk        | David Breckman                           | 2004. február 27.   | 4,77 millió |
| 29.  | 16. | Mr. Monk börtönbe megy (Mr. Monk Goes to Jail)                               | Jerry Levine      | Chris Manheim                            | 2004. március 5.    | 5,51 millió |

### 3. évad (2004–2005)
| Sor. | Év. | Cím                                                                             | Rendező             | Író                                                         | Premier             | Nézettség   |
| ---- | --- | ------------------------------------------------------------------------------- | ------------------- | ----------------------------------------------------------- | ------------------- | ----------- |
| 30.  | 1.  | Mr. Monk Manhattanben (Mr. Monk Takes Manhattan)                                | Randall Zisk        | Andy Breckman                                               | 2004. június 18.    | 5,54 millió |
| 31.  | 2.  | Mr. Monk és a pánikszoba (Mr. Monk and the Panic Room)                          | Jerry Levine        | David Breckman és Joe Toplyn                                | 2004. június 25.    | 4,70 millió |
| 32.  | 3.  | Mr. Monk és az áramszünet (Mr. Monk and the Blackout)                           | Michael Zinberg     | Daniel Dratch és Hy Conrad                                  | 2004. július 9.     | 4,55 millió |
| 33.  | 4.  | Mr. Monkot kirúgják (Mr. Monk Gets Fired)                                       | Andrei Belgrader    | Peter Wolk                                                  | 2004. július 16.    | 4,68 millió |
| 34.  | 5.  | Mr. Monk és a Keresztapa (Mr. Monk Meets the Godfather)                         | Michael Zinberg     | Lee Goldberg és William Rabkin                              | 2004. július 23.    | 4,73 millió |
| 35.  | 6.  | Mr. Monk és a lány, aki farkast kiáltott (Mr. Monk and the Girl Who Cried Wolf) | Jerry Levine        | Hy Conrad                                                   | 2004. július 30.    | 5,40 millió |
| 36.  | 7.  | Mr. Monk és a hónap dolgozója (Mr. Monk and the Employee of the Month)          | Scott Foley         | Ross Abrash                                                 | 2004. augusztus 6.  | 5,77 millió |
| 37.  | 8.  | Mr. Monk és a vetélkedő (Mr. Monk and the Game Show)                            | Randall Zisk        | Daniel Dratch                                               | 2004. augusztus 13. | 4,85 millió |
| 38.  | 9.  | Mr. Monk beveszi a gyógyszerét (Mr. Monk Takes His Medicine)                    | Randall Zisk        | Tom Scharpling és Chuck Sklar                               | 2004. augusztus 20. | 5,88 millió |
| 39.  | 10. | Mr. Monk és az aranyhal (Mr. Monk and the Red Herring)                          | Randall Zisk        | Andy Breckman                                               | 2005. január 21.    | 5,50 millió |
| 40.  | 11. | Mr. Monk a Kobra ellen (Mr. Monk vs. the Cobra)                                 | Anthony R. Palmieri | Joe Toplyn                                                  | 2005. január 28.    | 4,10 millió |
| 41.  | 12. | Mr. Monk és a kunyhó (Mr. Monk Gets Cabin Fever)                                | Jerry Levine        | Hy Conrad                                                   | 2005. február 4.    | 5,00 millió |
| 42.  | 13. | Mr. Monk elakad a forgalomban (Mr. Monk Gets Stuck in Traffic)                  | Jerry Levine        | Tom Scharpling és Joe Toplyn                                | 2005. február 11.   | 5,02 millió |
| 43.  | 14. | Mr. Monk Vegasba megy (Mr. Monk Goes to Vegas)                                  | Randall Zisk        | Tom Scharpling, David Breckman, Daniel Dratch és Joe Toplyn | 2005. február 18.   | 5,40 millió |
| 44.  | 15. | Mr. Monk és a választás (Mr. Monk and the Election)                             | Allison Liddi       | Nell Scovell                                                | 2005. február 25.   | 4,85 millió |
| 45.  | 16. | Mr. Monk és a kisfiú (Mr. Monk and the Kid)                                     | Andrei Belgrader    | Tom Scharpling                                              | 2005. március 4.    | 4,44 millió |

### 4. évad (2005–2006)
| Sor. | Év. | Cím                                                                    | Rendező             | Író                              | Premier             | Nézettség   |
| ---- | --- | ---------------------------------------------------------------------- | ------------------- | -------------------------------- | ------------------- | ----------- |
| 46.  | 1.  | Mr. Monk és a másik nyomozó (Mr. Monk and the Other Detective)         | Eric Laneuville     | Hy Conrad                        | 2005. július 8.     | 6,38 millió |
| 47.  | 2.  | Mr. Monk ismét hazatér (Mr. Monk Goes Home Again)                      | Randall Zisk        | Tom Scharpling                   | 2005. július 15.    | 5,00 millió |
| 48.  | 3.  | Mr. Monk ágyban marad (Mr. Monk Stays in Bed)                          | Philip Casnoff      | Hy Conrad                        | 2005. július 22.    | 4,51 millió |
| 49.  | 4.  | Mr. Monk irodába megy (Mr. Monk Goes to the Office)                    | Jerry Levine        | Nell Scovell                     | 2005. július 29.    | 4,70 millió |
| 50.  | 5.  | Mr. Monk a pohár fenekére néz (Mr. Monk Gets Drunk)                    | Andrei Belgrader    | Daniel Dratch                    | 2005. augusztus 5.  | 3,82 millió |
| 51.  | 6.  | Mr. Monk és Mrs. Monk (Mr. Monk and Mrs. Monk)                         | Randall Zisk        | David Breckman                   | 2005. augusztus 12. | 4,40 millió |
| 52.  | 7.  | Mr. Monk esküvőre megy (Mr. Monk Goes to a Wedding)                    | Anthony R. Palmieri | Liz Sagal                        | 2005. augusztus 19. | 5,50 millió |
| 53.  | 8.  | Mr. Monk és a kicsi Monk (Mr. Monk and Little Monk)                    | Robert Singer       | Joe Toplyn                       | 2005. augusztus 26. | 5,28 millió |
| 54.  | 9.  | Mr. Monk és a titkos Télapó (Mr. Monk and the Secret Santa)            | Jerry Levine        | David Breckman                   | 2005. december 2.   | 5,48 millió |
| 55.  | 10. | Mr. Monk és a divatbemutató (Mr. Monk Goes to a Fashion Show)          | Randall Zisk        | Jonathan Collier                 | 2006. január 13.    | 5,40 millió |
| 56.  | 11. | Mr. Monk beveri a fejét (Mr. Monk Bumps His Head)                      | Stephen Surjik      | Andy Breckman                    | 2006. január 20.    | 6,00 millió |
| 57.  | 12. | Mr. Monk és a százados házassága (Mr. Monk and the Captain's Marriage) | Philip Casnoff      | Jack Bernstein                   | 2006. január 27.    | 5,35 millió |
| 58.  | 13. | Mr. Monk és a nagy jutalom (Mr. Monk and the Big Reward)               | Randall Zisk        | Tom Scharpling és Daniel Dratch  | 2006. február 3.    | 5,55 millió |
| 59.  | 14. | Mr. Monk és az űrhajós (Mr. Monk and the Astronaut)                    | Randall Zisk        | David Breckman és Joe Toplyn     | 2006. március 3.    | 4,89 millió |
| 60.  | 15. | Mr. Monk fogorvoshoz megy (Mr. Monk Goes to the Dentist)               | Jefery Levy         | David Breckman és Tom Scharpling | 2006. március 10.   | 4,46 millió |
| 61.  | 16. | Mr. Monk esküdt lesz (Mr. Monk Gets Jury Duty)                         | Andrei Belgrader    | Peter Wolk                       | 2006. március 17.   | 5,40 millió |

### 5. évad (2006–2007)
| Sor. | Év. | Cím                                                                                 | Rendező             | Író                            | Premier             | Nézettség   |
| ---- | --- | ----------------------------------------------------------------------------------- | ------------------- | ------------------------------ | ------------------- | ----------- |
| 62.  | 1.  | Mr. Monk és a színész (Mr. Monk and the Actor)                                      | Randall Zisk        | Hy Conrad és Joe Toplyn        | 2006. július 7.     | 5,09 millió |
| 63.  | 2.  | Mr. Monk és a szemetessztrájk (Mr. Monk and the Garbage Strike)                     | Jerry Levine        | Andy Breckman és Daniel Gaeta  | 2006. július 14.    | 4,89 millió |
| 64.  | 3.  | Mr. Monk és a nagy meccs (Mr. Monk and the Big Game)                                | Chris Long          | Jack Bernstein                 | 2006. július 21.    | 5,09 millió |
| 65.  | 4.  | Mr. Monk nem lát semmit (Mr. Monk Can't See a Thing)                                | Stephen Surjik      | Lee Goldberg és William Rabkin | 2006. július 28.    | 5,20 millió |
| 66.  | 5.  | Mr. Monk, magánnyomozó (Mr. Monk, Private Eye)                                      | Peter Weller        | Tom Scharpling és Daniel Gaeta | 2006. augusztus 4.  | 5,28 millió |
| 67.  | 6.  | Mr. Monk és az évfolyam-találkozó (Mr. Monk and the Class Reunion)                  | David Grossman      | Daniel Dratch                  | 2006. augusztus 11. | 5,60 millió |
| 68.  | 7.  | Mr. Monk új pszichológust kap (Mr. Monk Gets a New Shrink)                          | Andrei Belgrader    | Hy Conrad                      | 2006. augusztus 18. | 5,21 millió |
| 69.  | 8.  | Mr. Monk rockkoncertre megy (Mr. Monk Goes to a Rock Concert)                       | Randall Zisk        | Blair Singer                   | 2006. augusztus 25. | 5,63 millió |
| 70.  | 9.  | Mr. Monk találkozik az apjával (Mr. Monk Meets His Dad)                             | Jerry Levine        | Tom Scharpling és Dan Dratch   | 2006. november 17.  | 3,95 millió |
| 71.  | 10. | Mr. Monk és a leprás (Mr. Monk and the Leper)                                       | Randall Zisk        | Charles Evered                 | 2006. december 22.  | n.a         |
| 72.  | 11. | Mr. Monk barátra tesz szert (Mr. Monk Makes a Friend)                               | Randall Zisk        | Andy Breckman és Daniel Gaeta  | 2007. január 19.    | 5,16 millió |
| 73.  | 12. | Mr. Monk, szolgálatára! (Mr. Monk Is At Your Service)                               | Anton Cropper       | Rob LaZebnik                   | 2007. január 26.    | 5,00 millió |
| 74.  | 13. | Mr. Monk élő adásban (Mr. Monk Is On the Air)                                       | Mike Listo          | Josh Siegal és Dylan Morgan    | 2007. február 2.    | 5,20 millió |
| 75.  | 14. | Mr. Monk farmra megy (Mr. Monk Visits a Farm)                                       | Andrei Belgrader    | David Breckman                 | 2007. február 9.    | 4,90 millió |
| 76.  | 15. | Mr. Monk és a nagyon-nagyon halott pasas (Mr. Monk and the Really, Really Dead Guy) | Anthony R. Palmieri | Joe Toplyn                     | 2007. február 23.   | 4,71 millió |
| 77.  | 16. | Mr. Monk kórházba megy (Mr. Monk Goes to the Hospital)                              | Wendey Stanzler     | Jonathan Collier               | 2007. március 2.    | 5,70 millió |

### 6. évad (2007–2008)
| Sor. | Év. | Cím                                                                                     | Rendező            | Író                         | Premier              | Nézettség   |
| ---- | --- | --------------------------------------------------------------------------------------- | ------------------ | --------------------------- | -------------------- | ----------- |
| 78.  | 1.  | Mr. Monk és a legnagyobb rajongója (Mr. Monk and His Biggest Fan)                       | Randall Zisk       | Andy Breckman               | 2007. július 13.     | 4,82 millió |
| 79.  | 2.  | Mr. Monk és a rapper (Mr. Monk and the Rapper)                                          | Paris Barclay      | Daniel Dratch               | 2007. július 20.     | 4,88 millió |
| 80.  | 3.  | Mr. Monk és a pucér férfi (Mr. Monk and the Naked Man)                                  | Randall Zisk       | Tom Gammill és Max Pross    | 2007. július 27.     | 5,01 millió |
| 81.  | 4.  | Mr. Monk és a rossz barátnő (Mr. Monk and the Bad Girlfriend)                           | Wendey Stanzler    | Joe Toplyn                  | 2007. augusztus 3.   | 4,31 millió |
| 82.  | 5.  | Mr. Monk és a méhecskék (Mr. Monk and the Birds and the Bees)                           | Michael W. Watkins | Peter Wolk                  | 2007. augusztus 10.  | 5,10 millió |
| 83.  | 6.  | Mr. Monk és az elásott kincs (Mr. Monk and the Buried Treasure)                         | Sam Weisman        | Jonathan Collier            | 2007. augusztus 17.  | 4,54 millió |
| 84.  | 7.  | Mr. Monk és a szuperhős (Mr. Monk and the Daredevil)                                    | Jonathan Collier   | Alan Zweibel                | 2007. augusztus 24.  | 5,03 millió |
| 85.  | 8.  | Mr. Monk és a rossz ember (Mr. Monk and the Wrong Man)                                  | Anton Cropper      | Salvatore Savo              | 2007. szeptember 7.  | 4,39 millió |
| 86.  | 9.  | Mr. Monk egész éjjel fent marad (Mr. Monk Is Up All Night)                              | Randall Zisk       | David Breckman              | 2007. szeptember 14. | 4,52 millió |
| 87.  | 10. | Mr. Monk és az ember, aki lelőtte a Télapót (Mr. Monk and the Man Who Shot Santa Claus) | Randall Zisk       | Ben Gruber                  | 2007. december 7.    | 4,55 millió |
| 88.  | 11. | Mr. Monk belép egy szektába (Mr. Monk Joins a Cult)                                     | Anton Cropper      | Josh Siegal és Dylan Morgan | 2008. január 11.     | 5,65 millió |
| 89.  | 12. | Mr. Monk bankba megy (Mr. Monk Goes to the Bank)                                        | Michael W. Watkins | Hy Conrad                   | 2008. január 18.     | 5,46 millió |
| 90.  | 13. | Mr. Monk és a három Julie (Mr. Monk and the Three Julies)                               | David Breckman     | Tom Scharpling              | 2008. január 25.     | 5,32 millió |
| 91.  | 14. | Mr. Monk megfesti élete főművét (Mr. Monk Paints His Masterpiece)                       | Andrei Belgrader   | Jon Wurster                 | 2008. február 1.     | 5,45 millió |
| 92.  | 15. | Mr. Monk szökésben (1. rész) (Mr. Monk Is on the Run (Part 1))                          | Randall Zisk       | Tom Scharpling              | 2008. február 15.    | 5,60 millió |
| 93.  | 16. | Mr. Monk szökésben (2. rész) (Mr. Monk Is on the Run (Part 2))                          | Randall Zisk       | Hy Conrad                   | 2008. február 22.    | 6,88 millió |

### 7. évad (2008–2009)
| Sor. | Év. | Cím                                                            | Rendező            | Író                                         | Premier              | Nézettség   |
| ---- | --- | -------------------------------------------------------------- | ------------------ | ------------------------------------------- | -------------------- | ----------- |
| 94.  | 1.  | Mr. Monk vesz egy házat (Mr. Monk Buys a House)                | Randall Zisk       | Andy Breckman                               | 2008. július 18.     | 5,64 millió |
| 95.  | 2.  | Mr. Monk és a zseni (Mr. Monk and the Genius)                  | Michael W. Watkins | Joe Toplyn                                  | 2008. július 25.     | 5,06 millió |
| 96.  | 3.  | Mr. Monkot elkapja a lottóláz (Mr. Monk Gets Lotto Fever)      | Michael Zinberg    | Hy Conrad                                   | 2008. augusztus 1.   | 4,60 millió |
| 97.  | 4.  | Mr. Monk beszed egy maflást (Mr. Monk Takes a Punch)           | Barnet Kellman     | Salvatore Savo                              | 2008. augusztus 8.   | 3,62 millió |
| 98.  | 5.  | Mr. Monk a víz alatt (Mr. Monk Is Underwater)                  | Paris Barclay      | Jack Bernstein                              | 2008. augusztus 15.  | 4,65 millió |
| 99.  | 6.  | Mr. Monk szerelmes lesz (Mr. Monk Falls in Love)               | Arlene Sanford     | Josh Siegal és Dylan Morgan                 | 2008. augusztus 22.  | 4,57 millió |
| 100. | 7.  | Mr. Monk 100. esete (Mr. Monk's 100th Case)                    | Randall Zisk       | Tom Scharpling                              | 2008. szeptember 5.  | 4,99 millió |
| 101. | 8.  | Mr. Monkot hipnotizálják (Mr. Monk Gets Hypnotized)            | Michael W. Watkins | Tom Gammill és Max Pross                    | 2008. szeptember 12. | 5,02 millió |
| 102. | 9.  | Mr. Monk és a csoda (Mr. Monk and the Miracle)                 | Andrei Belgrader   | Peter Wolk                                  | 2008. november 28.   | 4,39 millió |
| 103. | 10. | Mr. Monk másik fivére (Mr. Monk's Other Brother)               | David Hoberman     | David Breckman                              | 2009. január 9.      | 5,24 millió |
| 104. | 11. | Mr. Monk két keréken (Mr. Monk on Wheels)                      | Anton Cropper      | Nell Scovell                                | 2009. január 16.     | 4,94 millió |
| 105. | 12. | Mr. Monk és a szomszéd hölgy (Mr. Monk and the Lady Next Door) | Tawnia McKiernan   | Hy Conrad és Joe Toplyn                     | 2009. január 23.     | 4,96 millió |
| 106. | 13. | Mr. Monk eljut a rájátszásra (Mr. Monk Makes the Playoffs)     | Randall Zisk       | Josh Siegal és Dylan Morgan                 | 2009. január 30.     | 5,39 millió |
| 107. | 14. | Mr. Monk és a buldog (Mr. Monk and the Bully)                  | David Breckman     | Joe Ventura                                 | 2009. február 6.     | 5,67 millió |
| 108. | 15. | Mr. Monk és a bűvész (Mr. Monk and the Magician)               | Randall Zisk       | Andy Breckman                               | 2009. február 13.    | 5,11 millió |
| 109. | 16. | Mr. Monk a városháza ellen (Mr. Monk Fights City Hall)         | Chuck Parker       | Tom Scharpling, Josh Siegal és Dylan Morgan | 2009. február 20.    | 5,54 millió |

### 8. évad (2009)
| Sor. | Év. | Cím                                                             | Rendező          | Író                                     | Premier              | Nézettség   |
| ---- | --- | --------------------------------------------------------------- | ---------------- | --------------------------------------- | -------------------- | ----------- |
| 110. | 1.  | Mr. Monk kedvenc sorozata (Mr. Monk's Favorite Show)            | Randall Zisk     | Jack Bernstein                          | 2009. augusztus 7.   | 5,14 millió |
| 111. | 2.  | Mr. Monk és a külföldi ember (Mr. Monk and the Foreign Man)     | David Grossman   | David Breckman és Justin Brenneman      | 2009. augusztus 14.  | 5,31 millió |
| 112. | 3.  | Mr. Monk és az ufó (Mr. Monk and the UFO)                       | Kevin Hooks      | Michael Angeli                          | 2009. augusztus 21.  | 5,16 millió |
| 113. | 4.  | Mr. Monk valaki más lesz (Mr. Monk Is Someone Else)             | Randall Zisk     | Salvatore Savo                          | 2009. augusztus 28.  | 4,98 millió |
| 114. | 5.  | Mr. Monk a tanúk padján (Mr. Monk Takes the Stand)              | Mary Lou Belli   | Josh Siegal és Dylan Morgan             | 2009. szeptember 11. | 4,82 millió |
| 115. | 6.  | Mr. Monk és a kritikus (Mr. Monk and the Critic)                | Jerry Levine     | Hy Conrad                               | 2009. szeptember 18. | 4,88 millió |
| 116. | 7.  | Mr. Monk és a voodoo-átok (Mr. Monk and the Voodoo Curse)       | Andrei Belgrader | Joe Toplyn                              | 2009. szeptember 25. | 4,74 millió |
| 117. | 8.  | Mr. Monk csoportterápiára megy (Mr. Monk Goes to Group Therapy) | Anton Cropper    | Joe Ventura                             | 2009. október 9.     | 4,37 millió |
| 118. | 9.  | Boldog születésnapot, Mr. Monk! (Happy Birthday, Mr. Monk)      | Tawnia McKiernan | Peter Wolk                              | 2009. október 16.    | 3,98 millió |
| 119. | 10. | Mr. Monk és Sharona (Mr. Monk and Sharona)                      | Randall Zisk     | Tom Scharpling                          | 2009. október 23.    | 5,42 millió |
| 120. | 11. | Mr. Monk és a kutya (Mr. Monk and the Dog)                      | David Breckman   | Beth Armogida                           | 2009. október 30.    | 4,69 millió |
| 121. | 12. | Mr. Monk kempingezni megy (Mr. Monk Goes Camping)               | Joe Pennella     | Tom Gammill és Max Pross                | 2009. november 6.    | 4,26 millió |
| 122. | 13. | Mr. Monk, a vőlegény tanúja (Mr. Monk Is the Best Man)          | Michael Zinberg  | Joe Toplyn, Josh Siegal és Dylan Morgan | 2009. november 13.   | 4,39 millió |
| 123. | 14. | Mr. Monk és a jelvény (Mr. Monk and the Badge)                  | Dean Parisot     | Hy Conrad és Tom Scharpling             | 2009. november 20.   | 5,30 millió |
| 124. | 15. | Mr. Monk és a Vég (1. rész) (Mr. Monk and the End (Part 1))     | Randall Zisk     | Andy Breckman                           | 2009. november 27.   | 5,82 millió |
| 125. | 16. | Mr. Monk és a Vég (2. rész) (Mr. Monk and the End (Part 2))     | Randall Zisk     | Andy Breckman                           | 2009. december 4.    | 9,44 millió |

### TV film (2023)
| Sor. | Év. | Cím                                                       | Rendező    | Író           | Premier                            |
| ---- | --- | --------------------------------------------------------- | ---------- | ------------- | ---------------------------------- |
| 1.   | 1.  | Mr. Monk utolsó esete: A Monk-film (Mr. Monk's Last Case) | Randy Zisk | Andy Breckman | 2023. december 8. 2025. január 10. |